# Nicolas Mahler

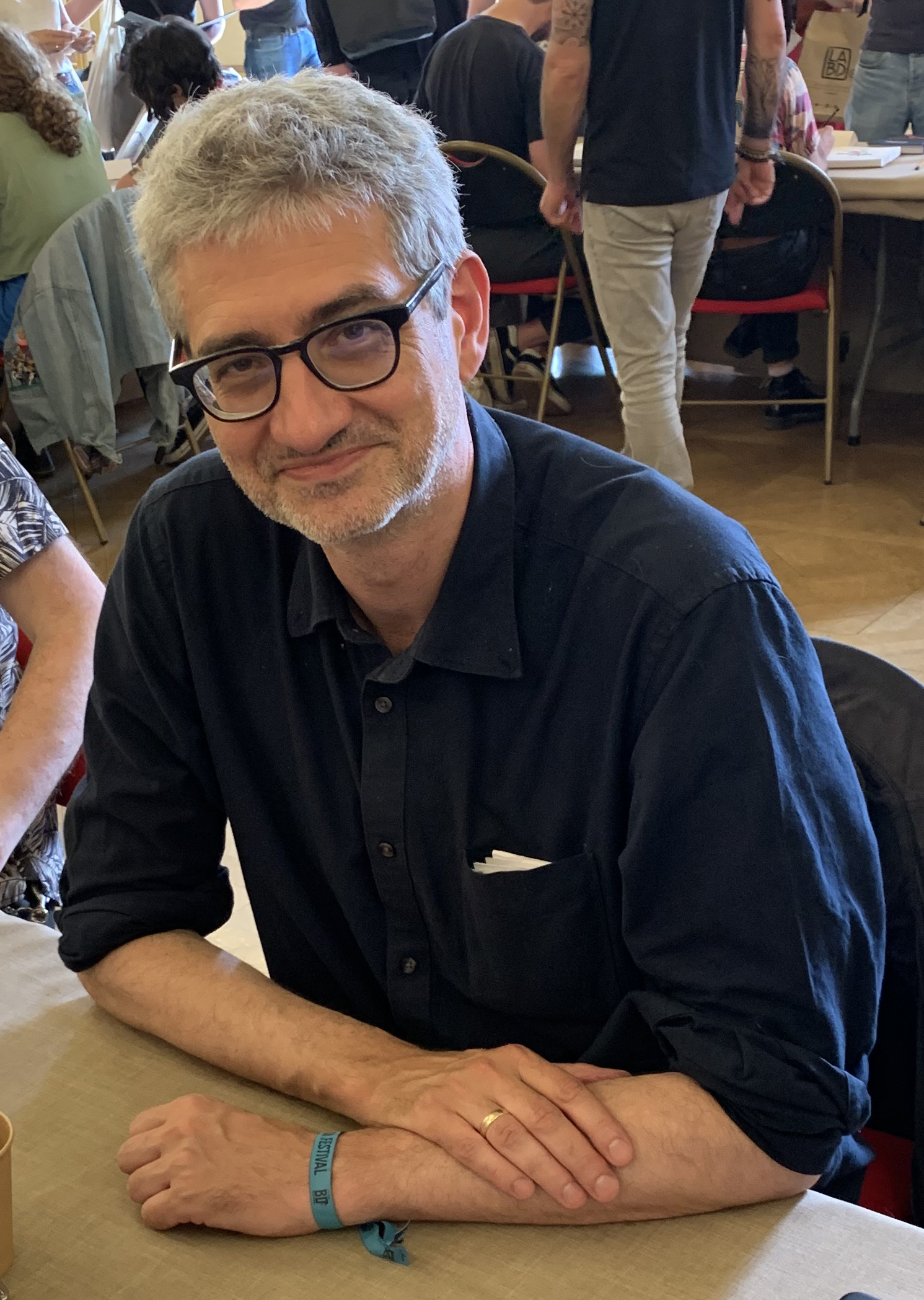
Nicolas Mahler (2024)

Nicolas Mahler (* 30. November 1969 in Wien) ist ein österreichischer Comiczeichner.

## Leben und Werk

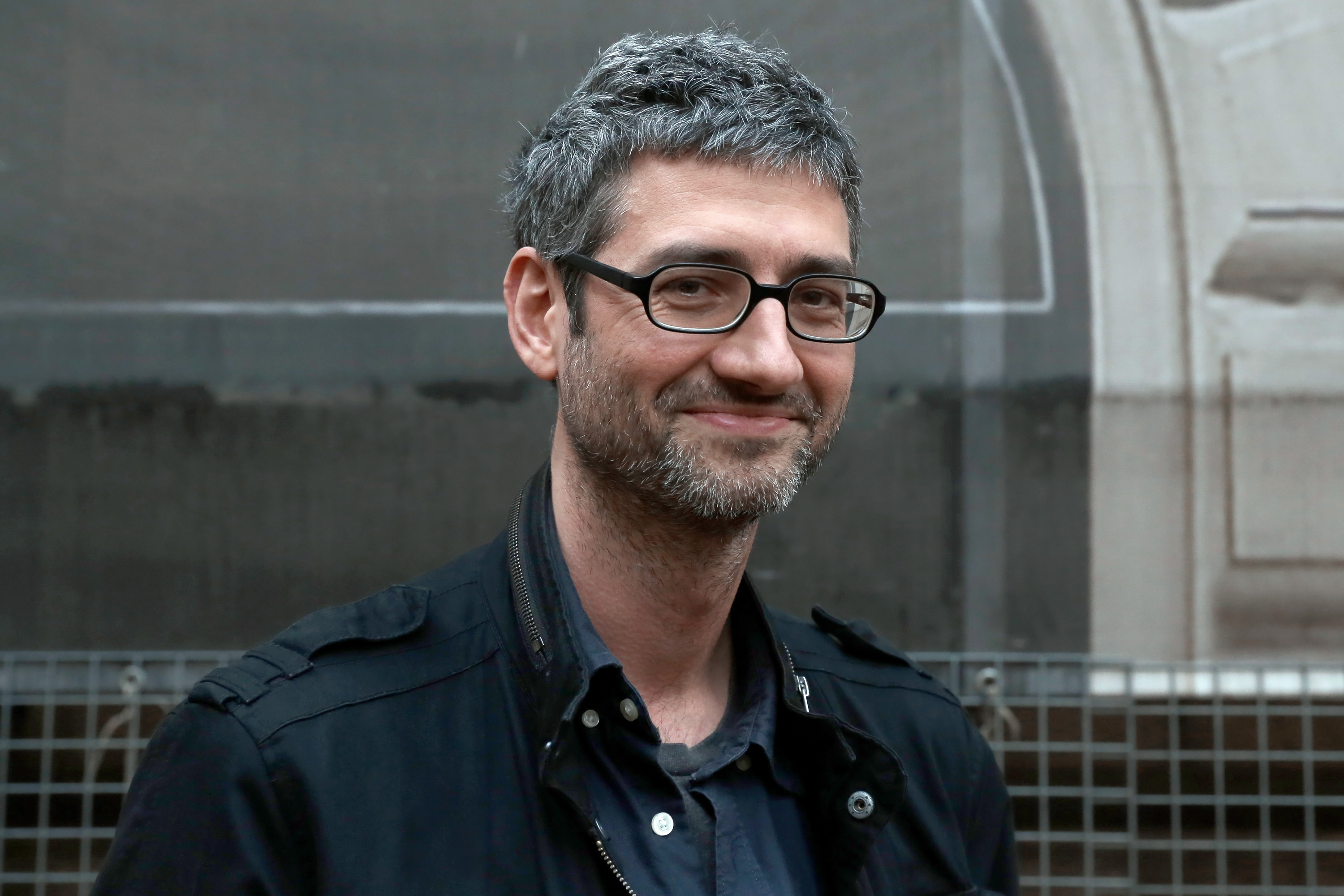
Nicolas Mahler (2014)

Mahler wuchs in Wien auf. Nach der Matura bewarb er sich an Kunsthochschulen, wurde jedoch abgelehnt. Er begann daraufhin, für Zeitschriften und Zeitungen zu zeichnen. Mahler zeichnet für österreichische, deutsche und Schweizer Zeitungen, Zeitschriften und Anthologien. In den letzten Jahren publizierte er über zwanzig Bücher, vor allem in Frankreich, Kanada und den USA. Seine Flaschko-Comics wurden als Trickfilme adaptiert und liefen auf verschiedenen Kurzfilm-Festivals in Europa. Sein Comic Kratochvil wurde als Marionettenstück in der Schweiz, in Österreich und Frankreich aufgeführt. Zusammen mit Rudi Klein und Heinz Wolf gründete er 2003 das Kabinett für Wort und Bild im Wiener MuseumsQuartier.
Mahler produzierte mehrere Literatur-Adaptionen in Comicform, darunter Alte Meister (nach dem gleichnamigen Roman von Thomas Bernhard), Alice in Sussex (basierend auf Alice im Wunderland) und Der Mann ohne Eigenschaften (nach dem gleichnamigen Roman von Robert Musil) sowie im Jahr 2020 Adaptionen der Romane Ulysses und Finnegans Wake von James Joyce. Neben seinen fiktionalen Geschichten veröffentlichte Mahler mit den Bänden Kunsttheorie versus Frau Goldgruber, Die Zumutungen der Moderne, Pornographie und Selbstmord sowie Franz Kafkas Nonstop Lachmaschine autobiographische Comics, in denen er seine Erlebnisse im Alltag und in der Comicszene verarbeitet.
2013 war er Jurymitglied der Auszeichnung Das außergewöhnliche Buch des Kinder- und Jugendprogramms des Internationalen Literaturfestivals Berlin.
Seit 2006 ist Mahler deutschen Lesern durch seine Veröffentlichungen im Satiremagazin Titanic bekannt. Von 2014 bis 2016 veröffentlichte er im Monatsmagazin Chrismon. Nicolas Mahler lebt in Wien.

## Stil
Mahlers Stil zeichnet sich durch einen extrem reduzierten Strich aus, mit dem er verschrobene Charaktere einfängt. In der Preisbegründung des Max-und-Moritz-Preises 2006 heißt es:
Die Figuren von Nicolas Mahler haben keine Augen, keine Ohren, keine Münder – aber sie haben zweifellos Charakter. Stets gelingt es Mahler, mit minimalistischen Zeichnungen und marginalem Humor seine wenigen Striche auf den Punkt zu bringen. Dabei pendelt er virtuos zwischen banal, absurd und kafkaesk.

## Auszeichnungen
- 1999 ICOM Independent Comic Preis – Sonderpreis (Flaschko: Der Mann in der Heizdecke und TNT: Eine Boxerstory)
- 2006 Max-und-Moritz-Preis für den besten deutschsprachigen Comic (Das Unbehagen)[3]
- 2007 Deutscher Karikaturenpreis, „Geflügelter Bleistift“ in Silber
- 2008 Max-und-Moritz-Preis für den besten Comic-Strip (Flaschko – Der Mann in der Heizdecke)[3]
- 2010 Max-und-Moritz-Preis als bester deutschsprachiger Comic-Künstler[3][4]
- 2011 Deutscher Karikaturenpreis, Geflügelter Bleistift in Silber
- 2013 Sepp-Schellhorn-Stipendium
- 2015 Preis der Literaturhäuser[5]
- 2019 Sondermann-Preis für Komische Kunst

## Veröffentlichungen (Auswahl)

### Cartoon-Sammlungen
- Das Unbehagen. Humor-Zeichnungen. Edition Moderne, Zürich 2005, ISBN 3-907055-95-0.
- Die Herrenwitz-Variationen. Edition Moderne, Zürich 2008, ISBN 978-3-03731-036-6.
- Was fehlt uns denn?. Edition Moderne, Zürich 2011, ISBN 978-3-03731-071-7.
- Mein Therapeut ist ein Psycho. Edition Moderne, Zürich 2013, ISBN 978-3-03731-116-5.
- Die Smalltalkhölle. Edition Moderne, Zürich 2014, ISBN 978-3-03731-127-1.
- Der Urknall. Edition Moderne, Zürich 2015, ISBN 978-3-03731-141-7.
- In Zukunft werden wir alle alt aussehen. Edition Moderne, Zürich 2017, ISBN 978-3-03731-159-2.
- Wir müssen reden. Edition Moderne, Zürich 2019, ISBN 978-3-03731-188-2.

### Comics
- TNT: Eine Boxerstory. ISBN 978-3-9500656-4-0.
- Lone racer. 1999, ISBN 2-84414-029-7 (Französische Erstausgabe L’Association; englisch bei Top Shelf 2006; deutsch bei Reprodukt 2012).
- Lame ryder. 2001, ISBN 3-931377-74-1.
- Das Raupenbuch. Edition 52, 2002, 20 S., ISBN 978-3-935229-17-3.
- leicht beschädigte tiere. 2002, ISBN 3-9500656-5-2.
- Kunsttheorie versus Frau Goldgruber. 2003, ISBN 3-85266-221-4.
- Kratochvil. Edition Selene, Wien 2004, ISBN 3-907055-78-0.
- Die Zumutungen der Moderne. Reprodukt, Berlin 2007. ISBN 978-3-938511-54-1.
- Van Helsing macht blau. 2008, ISBN 978-3-938511-98-5 (deutsche Fassung von Van Helsing’s Night Off. ISBN 1-891830-38-4).
- Längen und Kürzen. Luftschacht, Wien 2009, ISBN 978-3-902373-47-2.
- SPAM. Reprodukt, Berlin 2009, ISBN 978-3-941099-17-3.
- Engelmann: Der gefallene Engel. Carlsen Verlag, Hamburg 2010, ISBN 978-3-551-78503-9.
- Pornografie und Selbstmord. Reprodukt, Berlin 2010. ISBN 978-3-941099-33-3.
- Franz Kafkas nonstop Lachmaschine. Reprodukt, Berlin 2014, ISBN 978-3-943143-93-5.
- Partyspaß mit Kant. Suhrkamp, Berlin 2015. ISBN 978-3-518-46634-6.
- Das kleine Einschlafbuch für Große. Suhrkamp, Berlin 2016. ISBN 978-3-518-46723-7.
- Die Goldgruber-Chroniken. Reprodukt, Berlin 2017. ISBN 978-3-95640-121-3.
- Das Ritual. Reprodukt, Berlin 2018, ISBN 978-3-95640-165-7.
- Der Fremde. Carlsen, Hamburg 2018, ISBN 978-3-551-71349-0.
- Das kleine Überlebens-ABC. Suhrkamp, Berlin 2018. ISBN 978-3-518-46875-3.
- Thomas Bernhard. Die unkorrekte Biografie. Suhrkamp, Berlin 2021, ISBN 978-3-518-47125-8.
- Schwarze Spiegel. Suhrkamp, Berlin 2021, ISBN 978-3-518-22528-8.
- Nachtgestalten (zusammen mit Jaroslav Rudiš). Luchterhand, München 2021, ISBN 978-3-630-87638-2.
- Akira Kurosawa und der meditierende Frosch. Reprodukt, Berlin 2023, ISBN 978-3-95640-367-5.[6]
- Kafka für Boshafte, Insel Verlag, Berlin 2023, ISBN 978-3-458-68319-3.
- Komplett Kafka, Suhrkamp, Berlin 2023, ISBN 978-3-518-47374-0.

#### Flaschko
- Flaschko, der Mann in der Heizdecke. Dämon Damenlikör. 2002, ISBN 3-907055-63-2.
- Flaschko, der Mann in der Heizdecke. Die Staublunge. 2007, ISBN 978-3-03731-021-2.
- Flaschko, der Mann in der Heizdecke. Die Müllsekte. 2009, ISBN 978-3-03731-047-2.

### Illustrationen
- Die kleine Unbildung. Liessmann für Analphabeten (mit Konrad Paul Liessmann). Zsolnay, Wien 2018, ISBN 978-3-552-05912-2.
- Romy Schneider: Alle Filme, gezeichnet von Mahler, BTB, Berlin 2022, ISBN 978-3-442-77235-3